# Altamont (Tennessee)
Altamont és una població dels Estats Units a l'estat de Tennessee. Segons el cens del 2000 tenia 1.136 habitants.

## Demografia
Segons el cens del 2000, Altamont tenia 1.136 habitants, 400 habitatges, i 309 famílies. La densitat de població era de 19,9 habitants/km².
Dels 400 habitatges en un 38,3% hi vivien nens de menys de 18 anys, en un 62,3% hi vivien parelles casades, en un 10% dones solteres, i en un 22,8% no eren unitats familiars. En el 20% dels habitatges hi vivien persones soles el 5,8% de les quals corresponia a persones de 65 anys o més que vivien soles. El nombre mitjà de persones vivint en cada habitatge era de 2,76 i el nombre mitjà de persones que vivien en cada família era de 3,15.
Per edats la població es repartia de la següent manera: un 27,3% tenia menys de 18 anys, un 9,3% entre 18 i 24, un 30,1% entre 25 i 44, un 22,1% de 45 a 60 i un 11,2% 65 anys o més.
L'edat mediana era de 33 anys. Per cada 100 dones de 18 o més anys hi havia 113,4 homes.
La renda mediana per habitatge era de 21.767 $ i la renda mediana per família de 25.000 $. Els homes tenien una renda mediana de 26.944 $ mentre que les dones 15.000 $. La renda per capita de la població era de 10.074 $. Entorn del 28,9% de les famílies i el 32,1% de la població estaven per davall del llindar de pobresa.

## Poblacions més properes
El següent diagrama mostra les poblacions més properes.